# Skinnskatteberg
Skinnskatteberg este un oraș în Suedia.

## Demografie
| \| Evoluția demografică a zonei urbane Skinnskatteberg, 1970–2015 \| Evoluția demografică a zonei urbane Skinnskatteberg, 1970–2015 \| Evoluția demografică a zonei urbane Skinnskatteberg, 1970–2015 \| Evoluția demografică a zonei urbane Skinnskatteberg, 1970–2015 \| Evoluția demografică a zonei urbane Skinnskatteberg, 1970–2015 \| \| --------------------------------------------------------------------------------------- \| -------------------------------------------------------------- \| -------------------------------------------------------------- \| -------------------------------------------------------------- \| -------------------------------------------------------------- \| \| An \| \| \| Locuitori \| \| \| 1970 \| 1970 \| \| 2.834 \| 2.834 \| \| 1975 \| 1975 \| \| 2.923 \| 2.923 \| \| 1980 \| 1980 \| \| 3.067 \| 3.067 \| \| 1990 \| 1990 \| \| 2.938 \| 2.938 \| \| 1995 \| 1995 \| \| 2.808 \| 2.808 \| \| 2000 \| 2000 \| \| 2.487 \| 2.487 \| \| 2005 \| 2005 \| \| 2.395 \| 2.395 \| \| 2010 \| 2010 \| \| 2.287 \| 2.287 \| \| 2015 \| 2015 \| \| 2.383 \| 2.383 \| \| Sursa: SCB - Statistika Centralbyrån, Folkmängden per tätort. Vart femte år 1960 - 2016 \| \| \| \| \| |      |  |           |       |
| Evoluția demografică a zonei urbane Skinnskatteberg, 1970–2015 |      |  |           |       |
| An |      |  | Locuitori |       |
| 1970 | 1970 |  | 2.834     | 2.834 |
| 1975 | 1975 |  | 2.923     | 2.923 |
| 1980 | 1980 |  | 3.067     | 3.067 |
| 1990 | 1990 |  | 2.938     | 2.938 |
| 1995 | 1995 |  | 2.808     | 2.808 |
| 2000 | 2000 |  | 2.487     | 2.487 |
| 2005 | 2005 |  | 2.395     | 2.395 |
| 2010 | 2010 |  | 2.287     | 2.287 |
| 2015 | 2015 |  | 2.383     | 2.383 |
| Sursa: SCB - Statistika Centralbyrån, Folkmängden per tätort. Vart femte år 1960 - 2016 |      |  |           |       |